# Würzburg Wombats
Die Würzburg Wombats sind ein Flag-Football-Team aus Würzburg, das in der höchsten deutschen Spielklasse, der Deutschen Flag Football Liga (DFFL), antritt.

## Geschichte
Die Mannschaft wurde 2012 als Hochschulsport-Team der Julius-Maximilians-Universität Würzburg gegründet und trat zunächst unter dem Namen „Team Uni Würzburg“ auf. In den ersten Jahren nahmen die Wombats vor allem an Fun-Turnieren und den Turnieren des Allgemeinen Deutschen Hochschulsportverbands (ADH) teil.
Im Jahr 2016, mit der Gründung der Deutschen Flag Football Liga (DFFL), traten die Würzburg Wombats unter ihrem heutigen Namen in den Ligabetrieb ein. Sie sind seitdem in der Liga vertreten und haben sich als eines der Top-16-Teams in Deutschland etabliert. 2023 qualifizierten sie sich für die erstmalig ausgetragene erste Liga, die aus 16 Mannschaften besteht, und sicherten den direkten Klassenerhalt. 2024 schafften sie den Klassenerhalt in der Relegation gegen die Augsburg Rooks. In der Saison 2025 gelang erneut der Klassenerhalt, das Team beendete die Liga auf dem 11. Platz.
Ende 2022 schloss sich die Mannschaft den Freien Turnern Würzburg an, um den Sport in der Region weiter zu fördern und eine breitere Basis jenseits des Hochschulsports aufzubauen.

## Team und Sport
Die Würzburg Wombats spielen die Fünf-gegen-fünf-Variante des Flag Football, die auch bei den Olympischen Spielen 2028 in Los Angeles erstmals Teil des Programms sein wird. Das Team spielt in Mixed-Wettbewerben, bei denen Mannschaften aus Männern und Frauen antreten.

## Erfolge
Zu den Erfolgen des Teams zählen:
- ADH-Vizemeister (2016)[4]
- 8. Platz beim Big Bowl (2018)[5]